# Haselbech
Haselbech – wieś w Anglii, w hrabstwie Northamptonshire, w dystrykcie (unitary authority) West Northamptonshire. Leży 18 km na północ od miasta Northampton i 114 km na północny zachód od Londynu. Miejscowość liczy 87 mieszkańców.